# بنزنراد
بنزنراد (به هلندی: Benzenrade) یک منطقهٔ مسکونی در هلند است که در هیرلن واقع شده‌است. بنزنراد ۹٬۸۷۲ نفر جمعیت دارد.